# Hans Fricke (Widerstandskämpfer)
Hans Fricke (* 12. Mai 1926 in Köln; † 9. April 2015) war ein deutscher Widerstandskämpfer während der Zeit des Zweiten Weltkriegs.

## Leben
Fricke, unehelich geboren,  wuchs in Köln in einer Pflegefamilie auf. Als Zehnjähriger trat er dem Deutschen Jungvolk bei, weigerte sich aber 1940 nach Abschluss der Volksschule der Hitlerjugend (HJ) beizutreten. In Köln-Raderthal begann er anschließend eine Lehre zum Maschinenschlosser.
Als 15-Jähriger begann Fricke durch Verweigerung des Hitlergrußes seine Einstellung gegenüber dem Regime offen zu zeigen und schloss sich 1941 der Gruppe der Kölner Edelweißpiraten an. Die Edelweißpiraten sahen sich in der Tradition der seit Sommer 1933 verbotenen Bündischen Jugend und führten weiterhin illegal und verdeckt Fahrten und Wanderungen unabhängig von den NS-Jugendorganisationen durch. Die Mitglieder lieferten sich Auseinandersetzungen mit HJ-Streifen, schrieben Anti-NS-Parolen an Mauern und zeigten insbesondere ihre Zugehörigkeit zur Gruppe durch Tragen von karierten Hemden, bunten Halstüchern und weißen Kniestrümpfen, die sie „unordentlich“ bis zu den Schuhen herunter „krempelten“. Fricke selbst beschrieb die Ziele der Edelweißpiraten folgendermaßen: „Allein mit ihrer Aufmachung, Gesinnung, Auftreten und mit ihren Liedern haben sie sich öffentlich vom Hitlerregime distanziert.“ Zur Endzeit des Nationalsozialismus stand bereits das Tragen bündischer Kleidung unter der Bezeichnung bündische Umtriebe unter Strafe und wurde durch Polizei und Gestapo verfolgt.
Nach Abschluss der Lehre wurde Fricke 1943 zum Reichsarbeitsdienst einberufen. Anschließend zog man ihn 1944 in die Wehrmacht ein. Er geriet noch im selben Jahr in Frankreich in Kriegsgefangenschaft. 1948 kehrte er nach einer Zeit als Zivilarbeiter nach Köln heim, wo er als Maschinenschlosser lebte und arbeitete. Nach Rentenbeginn zog er in die Eifel nach Bad Münstereifel.
Fricke beteiligte sich seit 2004 als Zeitzeuge an der Aufarbeitung der Zeit des Nationalsozialismus.
Hans Fricke starb am 9. April 2015.

## Ehrungen
Im April 2011 wurde Hans Fricke wegen seines Engagements als Zeitzeuge das Bundesverdienstkreuz am Bande verliehen, ausgehändigt vom Kölner Oberbürgermeister Jürgen Roters. Er erhielt es zusammen mit den übrigen vier noch lebenden Mitgliedern der Edelweißpiraten und Ehrenfelder Gruppe, Gertrud Koch, Peter Schäfer, Wolfgang Schwarz und Fritz Theilen. Das bekannteste Mitglied der Kölner Widerstandsgruppen, Jean Jülich, der bereits 1991 geehrt worden war, war als Ehrengast anwesend.